# 간첩 작전
"간첩 작전"은 1966년 공개된 대한민국의 영화이다.

## 배역
- 남궁원
- 고은아
- 김동원